# مو مكراي
مو مكراي (بالإنجليزية: Mo McRae)‏؛ (مواليد 4 يوليو، 1982) ممثل، مؤلف، منتج أمريكي.

## نشأته
بدأ حياته الفنية في مسرح المدرسة، وقرر التخلي عن كرة السلة بعد التحاقه بالفن، وشارك في كثير من الأعمال منها، (بري، ثلاثة عشر، ملعب العصابة)

## أعماله

### أفلام
| السنة | أسم الفيلم      | الدور           | ملاحظات |
| ----- | --------------- | --------------- | ------- |
| 2018  | The First Purge |                 | [ 3 ]   |
| 2018  | وكر اللصوص      | جاس هندرسون     |         |
| 2016  | All the Way     | ستوكلي كارمايكل |         |
| 2014  | بري             | جيمي            | [ 4 ]   |
| 2013  | رئيس الخدم      | إلدريدج هوجينز  |         |

## وصلات خارجية
مو مكراي على موقع IMDb (الإنجليزية)
- مو مكراي على موقع ميوزك برينز (الإنجليزية)
- مو مكراي على موقع قاعدة بيانات الفيلم (الإنجليزية)